# Danielle Souza
Danielle Souza (Estat de Santa Catarina, 2 de gener de 1981) és una model brasilera de Santa Catarina, coneguda popularment com a Mulher Samambaia ('Dona falguera').